# Phloeomyzidae
Phloeomyzidae é uma família de insectos da ordem Hemiptera, da superfamília Aphidoidea. Nas taxonomia em que superfamília dos Aphidoidea é dividida nas famílias Aphididae, Adelgidae e Phylloxeridae, este grupo passa a ser uma subfamília dos Aphididae, sob a designação de Phloemyzinae.